# جامع الشيخ سعد
جامع الشيخ سعد  يقع في محلة المشاطية ، و يعود تاريخ بناء المسجد إلى العهد المملوكي حيث بني في عام 788هـ الموافق لعام 1386 م.